# ライフハウスインターナショナル教会
ライフハウスインターナショナルチャーチ（英語: Lifehouse International Church）は、オーストラリア・キリスト教会（ACC）に所属するペンテコステ派のプロテスタント教会である。ヒルソング教会のネットワークの一員でありARCやジョイス・マイヤーミニストリーのパートナーでもある。
ライフハウスインターナショナルチャーチは、東京を始め、立川、横浜、厚木、横須賀、大阪、神戸、仙台、札幌、福岡、広島、バリ、香港、台北、ホノルルに教会がある。
主任牧師のロド&ヴィヴ牧師が2002年に10人のオーストラリア人と日本人の夫婦とともに東京で教会を始めた。
現在、東京の教会では1,500人を超える人が礼拝に参加している。全キャンパスを合わせると、5,000人近くなる。
ライフハウスでは、礼拝でヒルソング教会の賛美歌やオリジナルのワーシップソングを用いている。歌は英語・日本語に訳されてバイリンガルである。
最新アルバムである”In Your Name”は、日本のiTunesのゴスペルカテゴリーで1位を獲得した。

## 沿革
ロド・プラマーは元々、オーストラリア・シドニーのクリスチャン・ライフ・センター（のちに現ヒルソング教会の一部になる）の協力牧師であった。ロドと妻ヴィヴは国際的なミッションに関わり、タイとインドネシアで教会を建てた。のちに、オーストラリアに戻り、7年間クイーンズランドのトゥーンバにて、ACCの教会を牧会した。
2002年、彼らは来日し、東京に引っ越し、16人のチームで教会を始めた。
ライフハウス東京は毎年成長し続けていて、当初の16人から2017年には、1,500人が毎週参加している。

## 教会

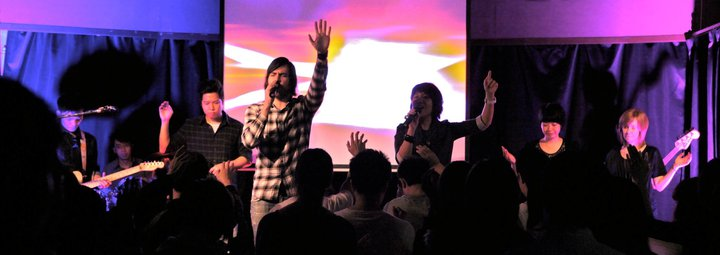
ライフハウス香港のバイリンガル礼拝（広東語・英語）

ライフハウスインターナショナルチャーチは、国内とアジアに19箇所、存在する。
東京
ライフハウス東京は、2002年に16人のチームで始まった。現在1,500人が礼拝に参加している。ロド&ヴィヴ牧師によって牧会されている。東京の六本木に教会がある。
立川
ライフハウス立川は、2015年に西東京で礼拝が始まった。
横浜

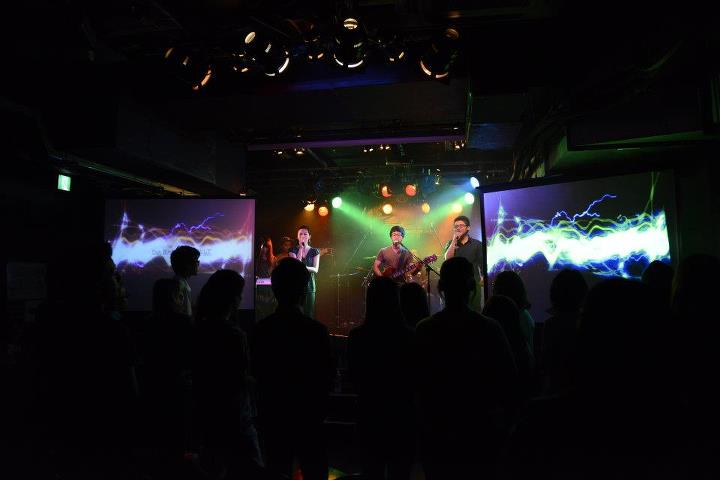
ライフハウス横浜の礼拝

2010年、何名かの若いリーダーとチームで、ライフハウス横浜が始まった。東京と繋がりを持ち、ジョシュア&ゆき・オサリバンが牧会している。
ライフハウス横浜はポップなスタイルで、主にヒルソングのワーシップソングを用いて、日英のバイリンガルの礼拝をしている。毎週日曜日11AMと2PMに礼拝を持っている。
礼拝は、日本人から外国人まで広く国際的で、子どもから大学生、家族連れなど、横浜の人口統計を良く表している。300人が毎週礼拝に参加しており、15カ国を越える人々が来ている。
厚木
ライフハウス厚木は、2015年に始まった。
横須賀
ライフハウス横須賀は、2015年に始まった。
大阪
2008 年、東京から、2つ目の教会としてライフハウス大阪を始めた。東京からの少人数のチームと、オーストラリアのチームと共に始めた。ロド&ヴィヴ牧師のリーダーシップの下、ルーク&いずみ・ケネディーによって牧会されている。500人を超える人が礼拝に参加している。2013年には神戸に教会を始めた。
神戸
ライフハウス神戸は、2013年に始まった。
福岡
ライフハウス福岡は、2014年に始まった。
仙台
東日本大震災をきっかけに、ライフハウス仙台は2012年に始まった。
札幌
2011年に、ライフハウス札幌は、東京から数名のリーダーとオーストラリアの若者のチームと共に始まった。
広島
ライフハウス広島は、2015年11月22日に最初の日曜礼拝が始まり、2016年の頭に、定期礼拝が始まった。
名古屋
ライフハウス名古屋は、2019年に始まる予定。
香港
ライフハウスインターナショナルチャーチは、2009年に香港で小さな教会を引き継ぎ、それがライフハウス香港となった。2011年6 月に、 リチャード・ウェルシュ牧師が東京から香港へ移り、ロド&ヴィヴ牧師のリーダーシップの下で牧会している。
2013年6月に、ライフハウス香港はモンコックにて、 モンコック通りにあるWin Centuryビルの11階のフロア全体を会堂として開いた。ワイドスクリーンのあるモダンな造りで、200人収容の会場である。
英語と広東語でバイリンガルの礼拝をしている。教会は、香港の九龍側のモンコックに位置する。
台北
ライフハウス台北は、英語と北京語でバイリンガルの礼拝をしている。ライフハウスキッズは、子ども向けのプログラムであり、日曜日の午前の礼拝の間に行っている。3PM礼拝中には、子どものためのスペースもあり、コネクトグループに参加したいと願っている親のために用意されている。
バリ
2011年、バリの小さな教会を引き継ぎ、現在のライフハウスバリになった。インドネシア語のバハサ語で礼拝をしている。

## 信条
ライフハウスは、キリスト教ペンテコステ派であるオーストラリア・キリスト教会に所属している。ペンテコステ派の福音主義の教会である。

## 賛美
ライフハウスでは、多くの場合、ヒルソングの音楽を礼拝で用いている。日本語にも訳され、バイリンガルで歌われている。また、教会がオリジナルの曲や音楽を書き、用いている。
ここ数年、バイリンガルのワーシップ音楽のアルバムをいくつか出していて、教会で販売されている。”In Your Name”、”Forward”、”King of Kings”、”Celebrate”など。

## カンファレンス
ライフハウスは年に1回、カンファレンスを開催している。

### ライフハウスカンファレンス
ライフハウスカンファレンスは毎年、世界中、日本中の地域教会を力づけるために開催されている。色々な国から3日間を通して、1000人以上が参加している。

### メンズ&ウィメンズイベント
定期的に、日本にいる若い日本人や外国人たちを力づけ、リーダーシップとチームワークを建て上げるために開催されている。

## 東北リリーフホームステイ
2011年、東日本大震災の被害を受けた学生たちのために、無料のホームステイプログラムを始めた。
210人の学生が無償で、アメリカ、オーストラリア、ニュージーランドに送られ、同年8月や9月に、ホストファミリーとなった家庭に滞在し、英語学校に通った。
ライフハウス教会は、アメリカン航空、カンタス航空、ニュージーランド航空、全日空、タイムアウトニュージーランド、ベルリッツ英会話、ACC、TAFE NSW, ニュージーランド大使館、そしてアメリカ、オーストラリア、ニュージーランドにあるたくさんの地域教会とともにパートナーシップを組み、このプログラムを運営した。